# قيقاوس
قيقاوس كان أميرًا من سلالة الزياريين (من ق. 1050 إلى 1087). والده هو إسكندر وجده هو قابوس. خلال فترة حكمه، كانت لديه سلطة قليلة، بسبب وضعه وتبعيته للسلاجقة. وهو المؤلف الشهير لكتاب قابوس نامه، وهو عمل رئيس في الأدب الفارسي .

## سيرته
وُلِد قيقاوس في عام 1021،  في عهد عمه منجهر . في عام 1041/1042م، استولى السلطان السلجوقي طغرل على طبرستان . ثم عين أحد النبلاء السلاجقة لحكم المنطقة، لكنه ترك أنشرفان شرف المعالي يحتفظ بوضعه أي أصبح حاكمًا اسميًّا لتلك الأراضي. خلال هذه الفترة، أمضى قيقاوس وقته في السفر حول العالم الإسلامي؛ حيث مكث لمدة ثماني سنوات في غزنة وتزوج ابنة السلطان الغزنوي محمود، التي أنجبت له فيما بعد جيلان شاه. ثم قام قيقاوس بأداء فريضة الحج إلى مكة، حيث سافر بعد ذلك إلى بلاط أمير الشداديين أبو الأسوار شافور في غنجة في أران، وساعده في غزوه لأني.  في عام 1050، توفي أنشرفان، وخلفه قيقاوس أميرًا على طبرستان. لا شك أن حكم قيقاوس الطويل والسلمي شجع دولته على القيام بمزيد من الأنشطة الثقافية. توفي قيقاوس لاحقًا في عام 1087، وخلفه ابنه.

## قابوس ناما
لم يكن قيقاوس حاكمًا فحسب، بل كان شاعرًا أيضًا؛ ففي عام 1082، كتب كتاب "قابوس ناما" ، والذي أطلق عليه اسم جده قابوس. وقد كتب الكتاب باللغة الفارسية، وهي اللغة الأم لقيقاوس. يحتوي الكتاب على أربعة وأربعين فصلًا.
في الكتاب، يتذكر قيقاوس أصوله النبيلة. ويحكي عن نسب أبيه فيقول إنه من نسل أرغوش فرهدان ملك جيلان الذي عاش في زمن كيخسرو .
يذكر قيقاوس في الكتاب أن جدة أبيه تنحدر من الملك الساساني كسرى الأول، كما يذكر أن أمه كانت أميرة غزنوية، وأن جدته الكبرى من جهة أبيه كانت ابنة الحسن بن الفيروزان، أحد وجهاء طبرستان وقريب مكان بن كاكي .
تتحدث الفصول الأربعة الأولى من الكتاب عن خلق العالم وواجبات الله الدينية والإسلام. الفصل الخامس يتحدث عن واجبات الوالدين ونحوهما. والاثنان التاليان يتناولان تنمية العقل وقوة الكلام. وتتحدث الفصول التالية عن الشباب والشيخوخة، والاعتدال في الطعام، وضرر شرب الخمر، والشطرنج والطاولة، والحب، وملذات الحياة، والاستحمام بالماء الساخن، والنوم والراحة، والصيد، والبول، والحرب، وتراكم الثروة، والثقة في الكلام، والجواري، وشراء العقارات، وشراء الخيول، والزواج، وتعليم الأطفال، واختيار الأصدقاء، وكيفية التعامل مع الأعداء، والتسامح، والعقاب والمحسوبية، والدراسات والوظائف القانونية، والقانون التجاري، والطب، وعلم التنجيم والرياضيات، والشعر، وفن المسرح، وخدمة الملوك، وصفات الحاشية، وحُجَّاب الأمير، والوزراء، والقادة والمُلْك، والزراعة، وأخيرًا عن الكرم.
ويقول قيقاوس في الكتاب أيضًا ما يلي عن جده:
| « | يُحكى عن جدي قابوس أنه كان رجلًا متعطشًا للدماء، لا يغفر أبدًا جريمة. كان رجلاً قاسيًا، وبسبب قسوته، قررت قواته الانتقام. وبناءً على ذلك، دخلوا في مؤامرة مع عمي، منجهر، الذي جاء وقبض على والده، قابوس، مُجبَرًا من الجيش على اعتقال والده، الذي هدد بنقل المملكة إلى غريب إذا لم يوافق على شروطهم. أدرك عمي أن السيادة ستضيع على أسرته، وبالتالي اضطر بالقوة إلى اتخاذ المسار الذي اتخذه. | » |